# برلین (شهرستان هولمز، اوهایو)
برلین (به انگلیسی: Berlin) یک منطقهٔ مسکونی در ایالات متحده آمریکا است که در شهرستان هولمز، اوهایو واقع شده‌است. برلین ۳٫۷ کیلومتر مربع مساحت و ۸۹۸ نفر جمعیت دارد و ۳۹۱٫۶۷ متر بالاتر از سطح دریا واقع شده‌است.